# Словенска Бистрица
Словенска Бистрица (словен. Slovenska Bistrica) је град и управно средиште истоимене општине Словенска Бистрица, која припада Подравској регији у Републици Словенији.
По попису становништва из 2011. године насеље Словенска Бистрица имало је 7.454 становника. Данас Општина Словенска Бистрица броји 25.413 становника. Иван Жагар обавља функцију председника општине од 1994. године до данас, са краћим прекидама док је био посланик у Парламенту Словеније.